# Fat Mike
Fat Mike, pseudonimo di Michael John Burkett (Newton, 16 gennaio 1967), è un cantante e bassista statunitense.
È il cantante e bassista del gruppo musicale punk NOFX ed il bassista della cover band Me First and the Gimme Gimmes.
Nel 1991 guadagna il soprannome con cui è famoso ancora oggi. Egli tuttavia non è obeso:il nickname è nato in quanto, dopo essere partito per l'università di San Francisco quando era abbastanza magro, torna avendo guadagnato qualche chilo.
Dopo aver suonato nei False Alarm fonda con gli amici Eric Melvin ed Erik Sandin i NOFX e tre anni dopo diviene il cantante del gruppo, dato che Melvin fa fatica a cantare e suonare contemporaneamente. Oltre che suonare nei NOFX collabora ad alcuni album di altri gruppi tra cui i Lagwagon, Screeching Weasel e $wingin' Utter$, dal 1995 suona anche in una band che propone cover in versione punk rock di brani molto conosciuti degli anni sessanta e settanta, i Me First and the Gimme Gimmes.
È proprietario dell'etichetta discografica Fat Wreck Chords insieme alla ex-moglie Erin.

## Vita personale
Burkett vive a San Francisco, California. Ha studiato alla San Francisco State University, nella quale si è laureato nel 1990 in scienze sociali e come minor la sessualità umana.
È stato sposato per 17 anni con Erin, dalla quale ha avuto una figlia di nome Darla. Ha avuto un secondo breve matrimonio con la attrice porno Soma Snakeoil, finito nel 2017.

## Attivismo

### Campagna contro W. Bush
Fondò il sito internet Punkvoter.com nel tentativo di mobilizzare la comunità punk a votare contro la riconferma di George W. Bush alle elezioni presidenziali del 2004. Fat Mike ammise di non aver mai votato prima del 2000 e non era mai stato particolarmente attento alla politica in precedenza, ma disprezzava la presidenza Bush. Il sito ottenne al suo vertice 15 milioni di visite al giorno e raccolse più di un milione di dollari in donazioni.
Allo stesso scopo organizzò anche la campagna Rock Against Bush, coinvolgendo altri artisti punk noti come gli Alkaline Trio, i Green Day e Jello Biafra in un tour nei campus dei college americani. Durante i concerti, distribuiva gratuitamente DVD di Uncovered: The Whole Truth About The Iraq War, un documentario che criticava le ragioni della politica Bush nel vicino oriente. I profitti dei concerti vennero spesi per la propaganda elettorale negli swing states.

### BDSM
Burkett ha praticato il BDSM tutta la vita e lo dichiara pubblicamente, ha anche un tatuaggio che raffigura una dominatrice col suo sottomesso legato, e ha contribuito con una donazione alle spese legali per la difesa nel caso Spanner. Nel 2014 ha creato Fatale, un brand di mutandine indirizzato agli uomini che vogliono vestirsi da donna.

## Discografia

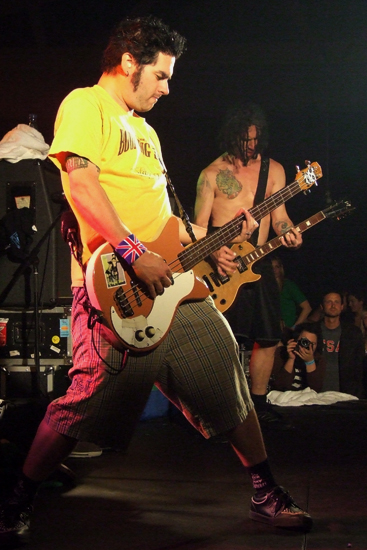
Fat Mike nel 2007. In secondo piano Eric Melvin.

Con lo pseudonimo di Cokie the Clown, ha pubblicato anche l'album solista You're Welcome, nel 2019.

## Altro
È comparso nel documentario The Other F Word, che analizza la genitorialità tra gli artisti punk.